# Чамли, Джордж, 2-й граф Чамли
Джордж Чамли, 2-й граф Чамли  (англ. George Cholmondeley, 2rd Earl of Cholmondeley; 1666 — 7 мая 1733) — английский дворянин и военный, он был известен как достопочтенный Джордж Чамли  с 1666 по 1715 год и лорд Ньюборо  с 1715 по 1725 год.

## Биография
Родился в 1666 году. Второй сын Роберта Чамли, 1-го виконта Чамли (? — 1681), и Элизабет Крэдок (? — 1691/1692). Хью Чамли, 1-й граф Чамли (1662—1725), был его старшим братом. Он получил образование в Вестминстерской школе и Крайст-Черче в Оксфорде. Джордж Чамли поддержал притязания Вильгельма Оранского и Марии на английский престол и после их восшествия на престол был назначен слугой опочивальни.

## Военная и политическая карьера
В 1690 году Джордж Чамли командовал гвардейскими конными гренадерами в битве при Бойне, а два года спустя сражался в битве при Стинкерке. С 1690 по 1695 год он представлял Ньютон в Палате общин Англии. Джордж Чамли был произведен в бригадные генералы в 1697 году, в генерал-майоры в 1702 году, в генерал-лейтенанты в 1704 году и в полные генералы в 1727 году.

## Награды и звания
Джордж Чамли был принят в Тайный совет в 1706 году, а в 1715 году был возведен в ранг пэра Ирландии как 1-й барон Ньюборо  из Ньюборо в графстве Уэксфорд. Год спустя он был назначен 1-м бароном Ньюбургом из Ньюбурга в графстве Англси в Пэрстве Великобритании, а в 1725 году джордж Чамли сменил своего старшего брата на посту 2-го графа Чамли . Он также сменил его на посту лорда-лейтенанта Чешира, Англси, Карнарвоншира, Денбишира, Флинтшира, Мерионетшира и Монтгомеришира. Эти должности он занимал с 1725 по 1733 год.

## Семья

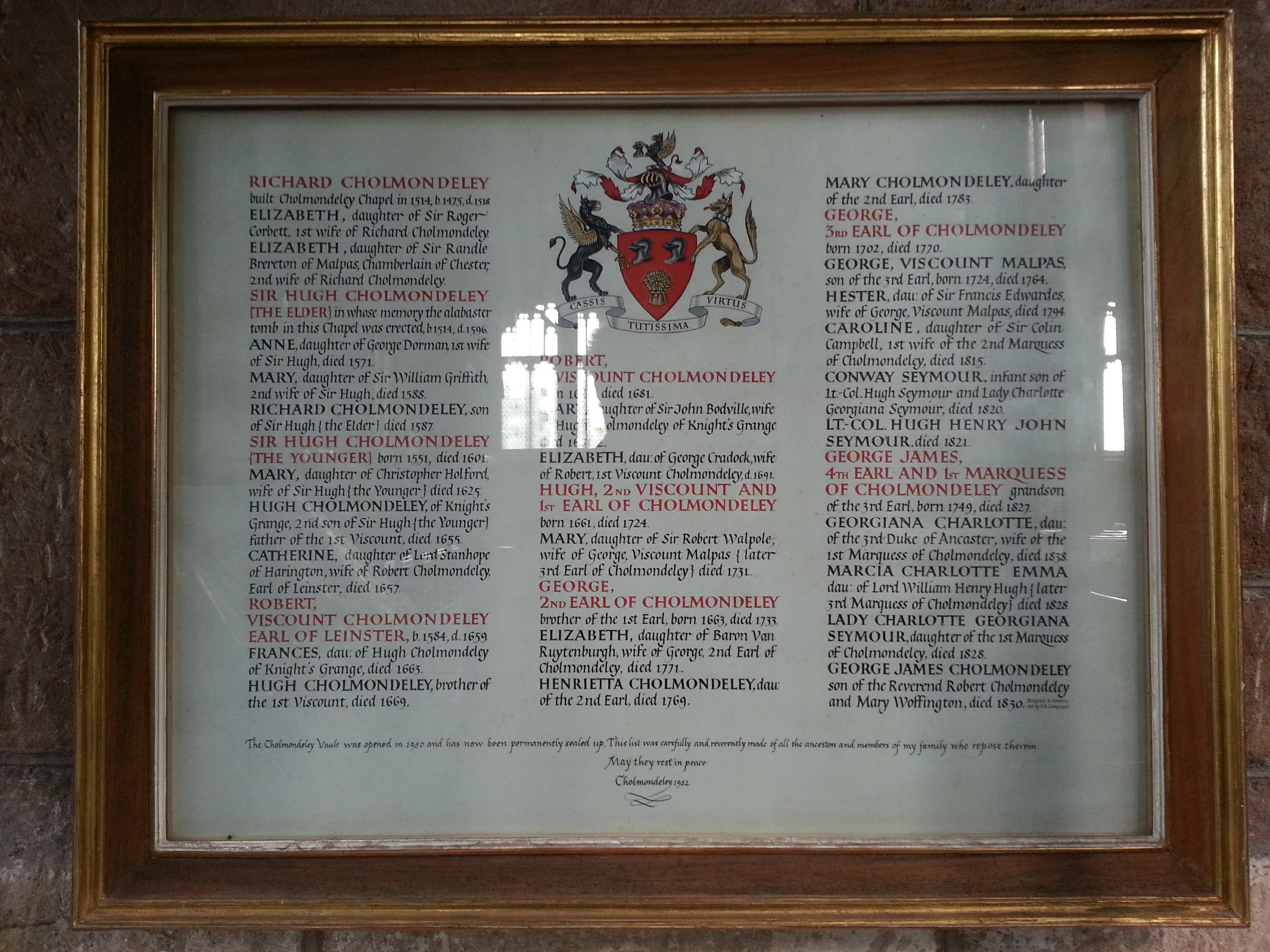
Список членов семьи Чамли в семейном склепе в церкви Святого Освальда, Малпас

Около 1701 года лорд Чамли женился на Анне Элизабет ван Рейтенбург (ок. 1672 — 16 января 1722), дочери Элберта Хира ван Рейтенбурга (1630—1688) и Вильгельмины Анны ван Нассау (1638—1688). У них было трое сыновей и три дочери:
- Генриетта Чамли
- Мэри Чамли
- Элизабет Чамли, муж — Эдвард Уоррен (? — 1737)
- Джордж Чамли, 3-й граф Чамли (2 января 1703 — 10 июня 1770), преемник отца
- Генерал достопочтенный Джеймс Чамли (18 апреля 1708 — 13 октября 1775), был женат на леди Пенелопе Барри, дочери генерал-лейтенанта Джеймса Барри, 4-го графа Бэрримора, и леди Элизабет Сэвидж. Умер бездетным.

2-й граф Чамли скончался в мае 1733 года в Уайтхолле в Лондоне. Его титулы и владения унаследовал его старший сын Джордж Чамли, 3-й граф Чамли.